# Dypsis decipiens
Espèce
Statut de conservation UICN

 VU B2ab(iii) : Vulnérable
Dypsis decipiens est une espèce de palmiers (Arecaceae), endémique de Madagascar. En 2012 elle est considérée par l'IUCN comme une espèce vulnérable. Alors qu'en 1995 elle était considérée comme une espèce en danger d’extinction.

## Répartition et habitat
Cette espèce est endémique aux hauteurs du centre de Madagascar. On la trouve entre 1 200 et 1 700 m d'altitude. Elle pousse habituellement dans les prairies mais est parfois présente aux lisières des forêts de montagne.